# 菩提寺のイチョウ

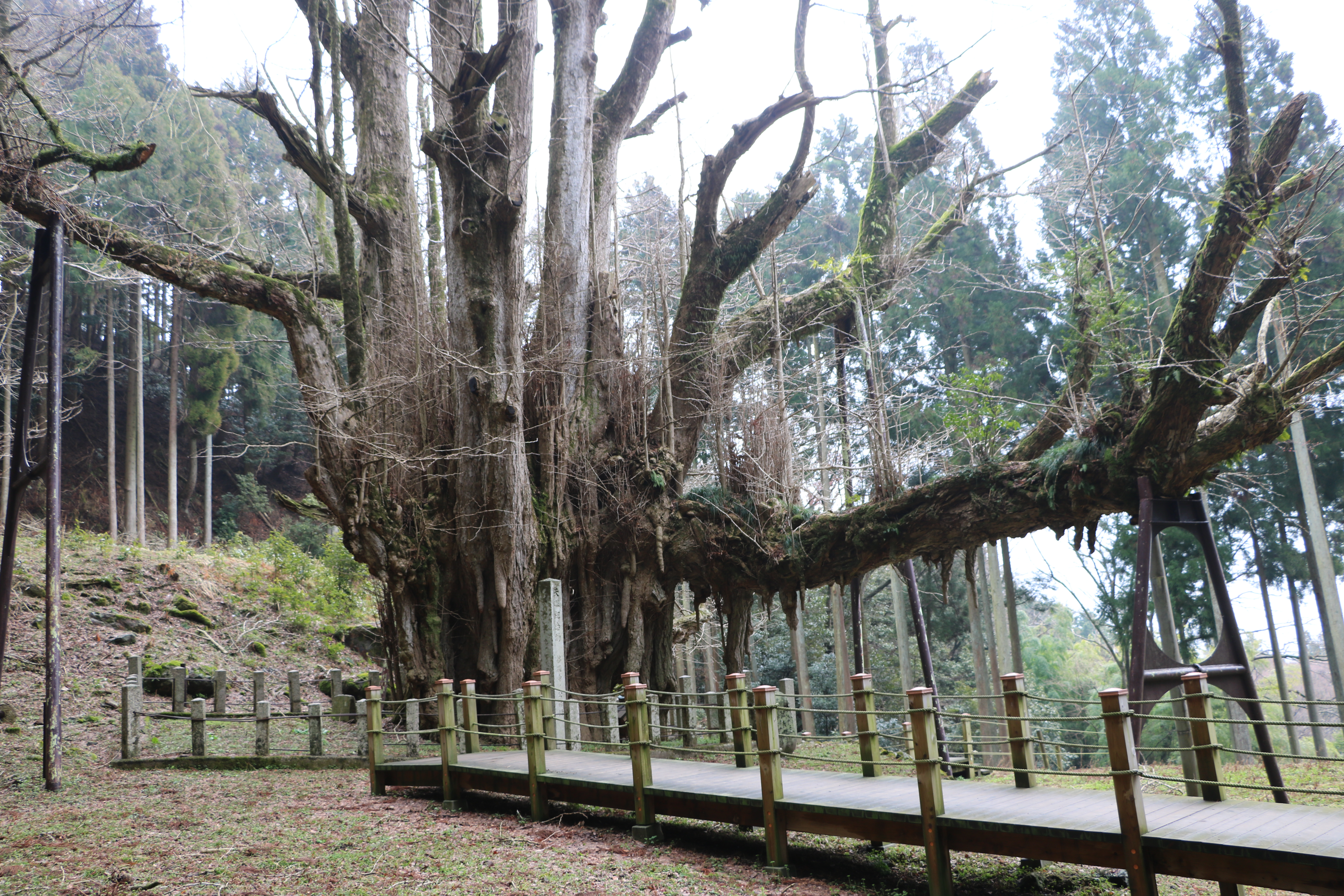
菩提寺のイチョウ。2021年3月25日撮影。

菩提寺のイチョウ（ぼだいじのイチョウ）は、岡山県勝田郡奈義町高円にある国の天然記念物に指定されたイチョウの巨樹である。
奈義町のホームページや岡山県公式観光Webでの表記は「菩提寺の大イチョウ」であるが、文化庁による指定名称は「菩提寺のイチョウ」である。日本全国に20件ある国の天然記念物に指定されたイチョウの1つであり、1928年（昭和3年）1月18日に国の天然記念物に指定された。推定樹齢は約900年と言われており、浄土宗開祖の法然上人によって挿木されたものとの伝承が残されている。

## 解説

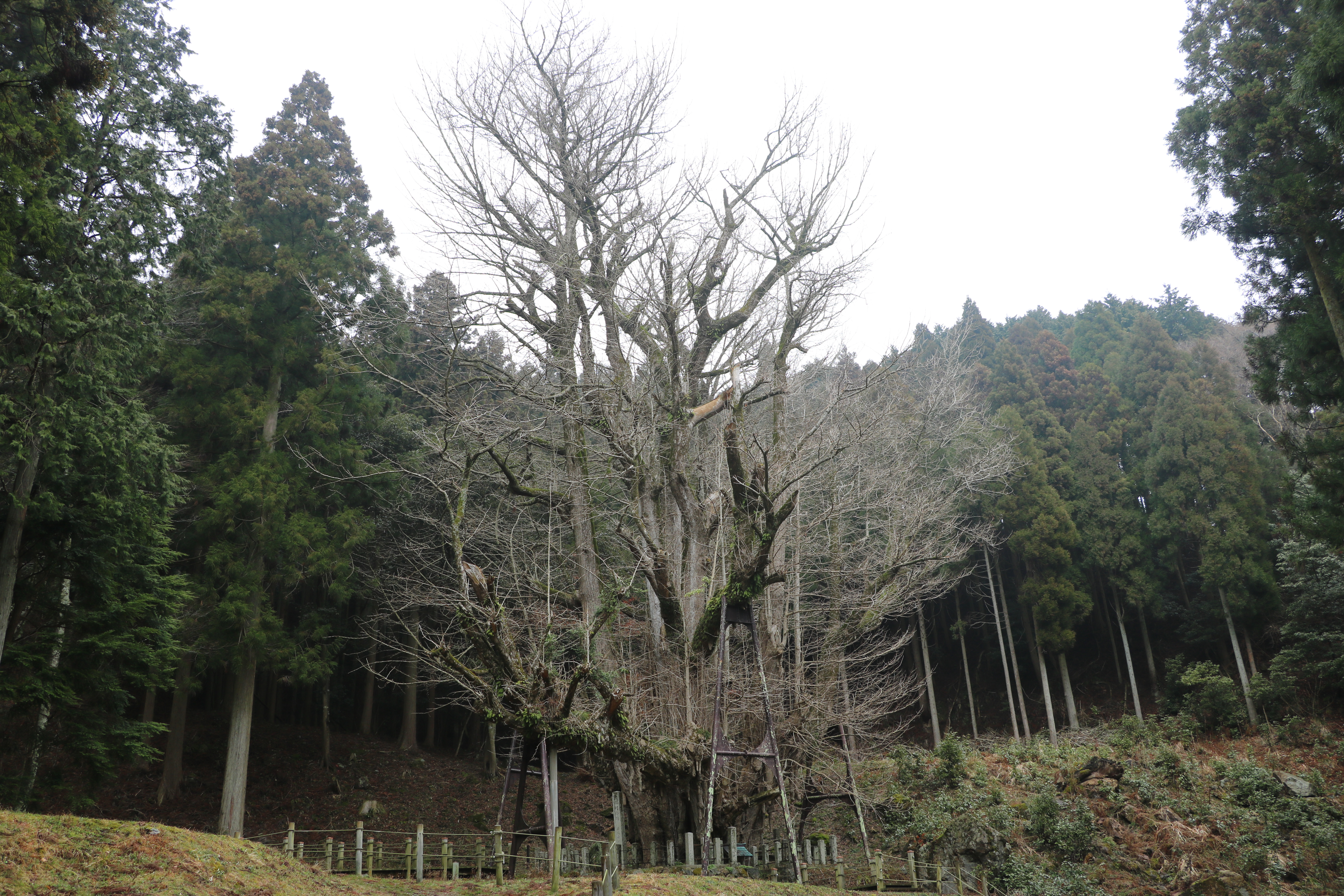
菩提寺のイチョウ全景。 2021年3月25日撮影。

菩提寺のイチョウは、岡山県北東部の勝田郡奈義町高円字杉乢（すぎがとう）にある浄土宗高貴山菩提寺の境内東隅に生育している。この場所は岡山県と鳥取県県境にそびえる氷ノ山後山那岐山国定公園の名山那岐山南南東斜面山腹の標高約600メートル、美作地方中心都市の津山市から北東に27キロほどのところに位置している。
イチョウの樹高は42.5メートル、目通り幹囲11メートル、根回りは11.8メートル 、枝張りは東西方向へ31.95メートル、南北方向へ35.2メートル、推定樹齢は900年といわれ岡山県下で最大のイチョウの巨木である。
イチョウは雌雄異株であるが、菩提寺のイチョウは雄木（雄株）で、地上約3メートルの高さから何十本もの支幹に分かれ林立し、さらに多数の横枝が大きく張り出しており、特異な外形と相まって木全体が1つの林を思わせるほど大きい。主幹からは多数の乳柱が垂れ下がっており、北側から出ている最大のものは長さ2.38メートル、太さ1.72メートルに達している。この地方ではイチョウの乳柱を連木（れんぎ）と呼んでいるが、これは摺子木（すりこぎ）の方言名である。
菩提寺は浄土宗の開祖法然が9歳から13歳まで修行した寺院と伝えられており、浄土宗では「初学の地」と呼ばれる古刹である。言い伝えによれば法然が勢至丸と呼ばれていた9歳のとき、法然の母親秦氏君（はたうじのきみ）の弟にあたる観覚上人が住職を務める菩提寺（当時は天台宗寺院であった）へ出家することとなり、幼かった法然は生家である久米南町（現誕生寺）から、那岐山中腹にある菩提寺まで歩いて移動した際、麓にある阿弥陀堂のイチョウの枝を折って杖にして登り、到着した菩提寺の境内に「学成れば根付けよ」と挿した杖が、この大きなイチョウに成長したという。
この伝承を裏付けるものとして、菩提寺より南南東へ1.8キロほど麓の小坂（おさか）地区にある阿弥陀堂に生育する「阿弥陀堂のイチョウ」（岡山県指定天然記念物）と菩提寺のイチョウのDNA型鑑定を2013年（平成25年）に行った結果、両木には生物学的なつながりがあることが証明された。また、菩提寺のイチョウの背後の法面にあるイチョウの木は、200数十年前の大雪により菩提寺のイチョウの枝が折れて地面に刺さり育ったものと言われていたが、こちらも両樹のDNAが鑑定により一致していることが判明している。
1955年（昭和30年）に根元の空洞に住み着いていたホンドテンを追い出すため点けた火が幹に燃え移ったり、1989年（平成元年）には台風の被害を被るなどしたが、若枝もよく生育しており樹勢は旺盛である。

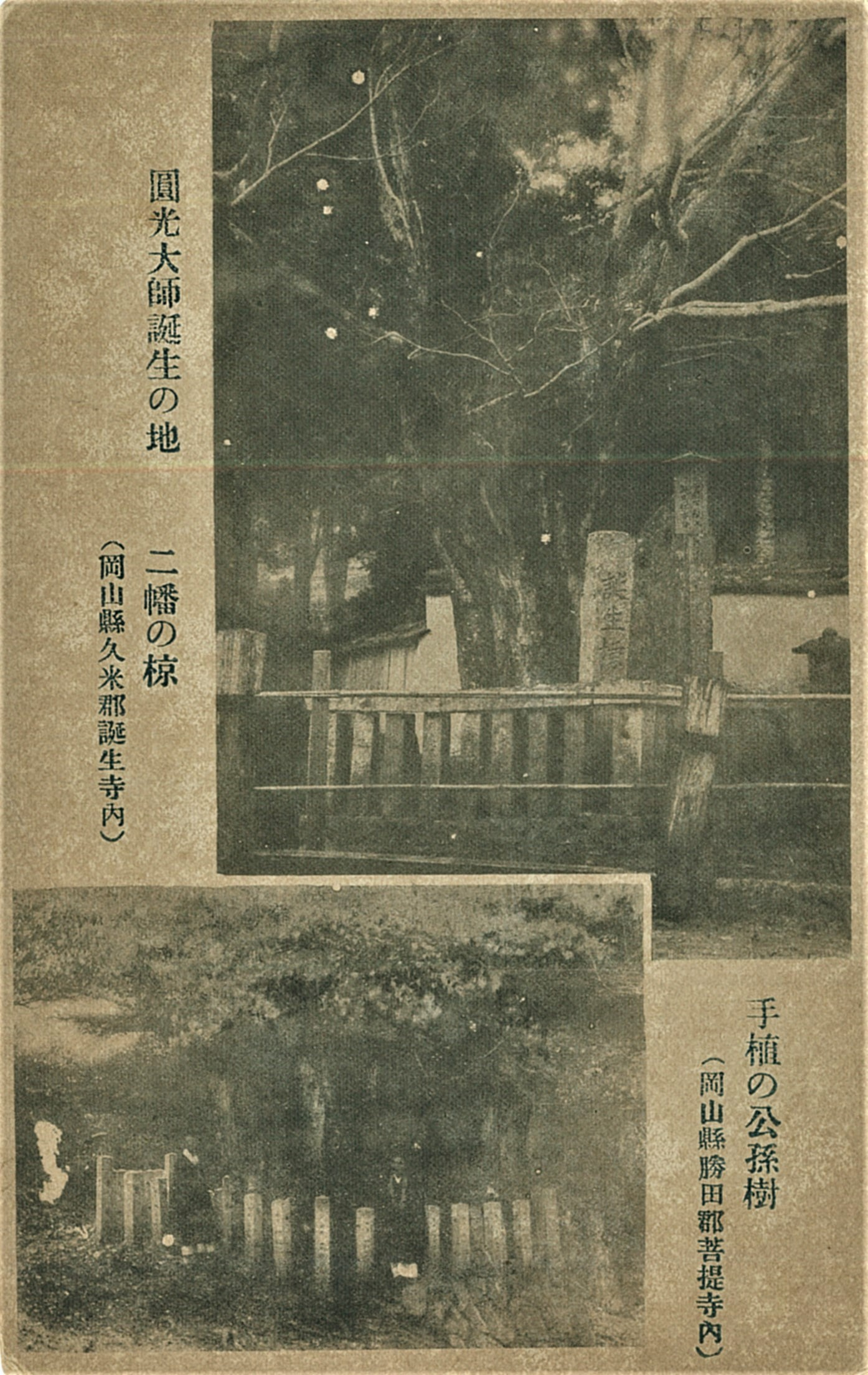
昭和初期の絵葉書。下の写真が菩提寺のイチョウ。上の写真は誕生寺 (岡山県久米南町)の二幡（ふたはた）の椋。
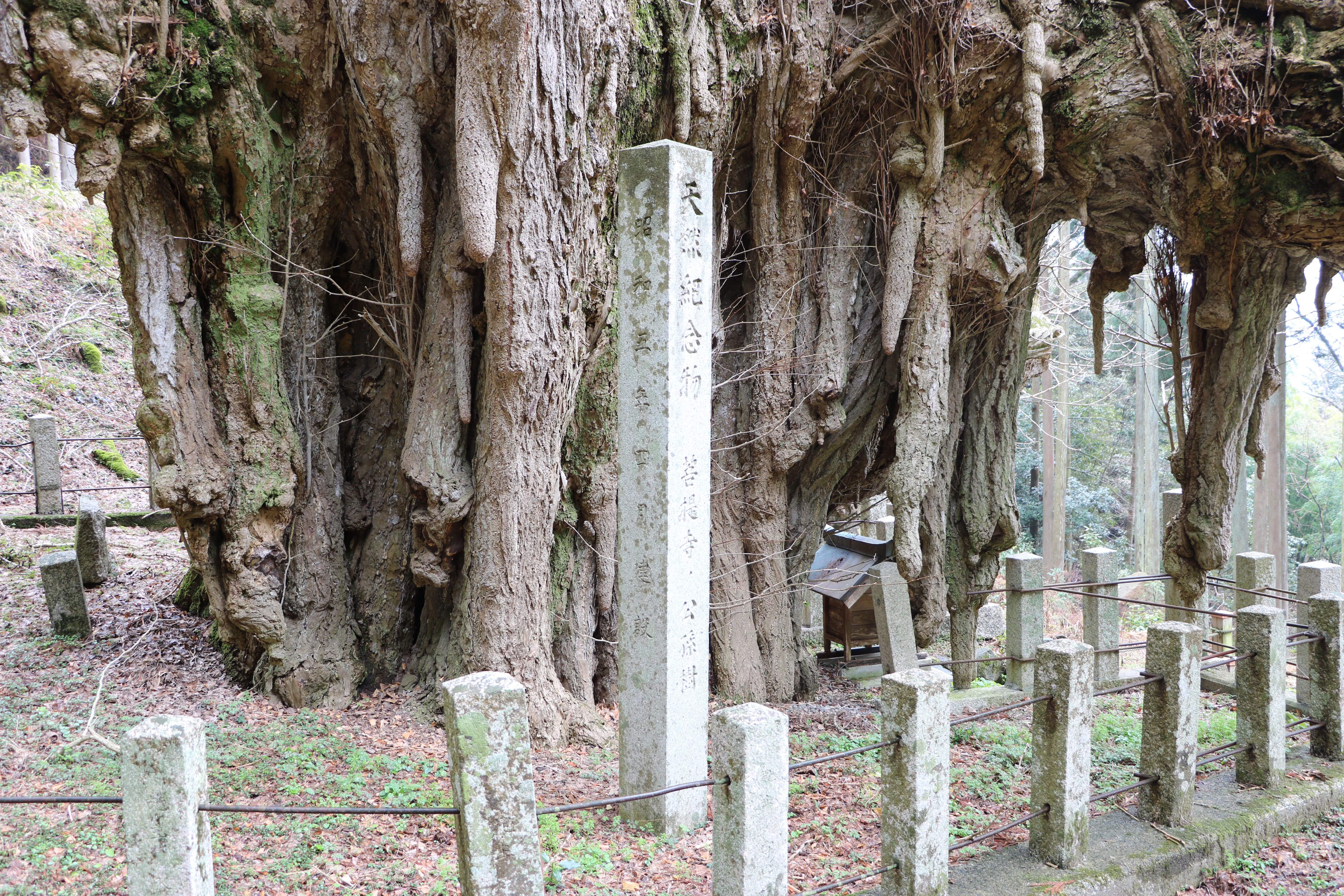
天然記念物指定石碑。
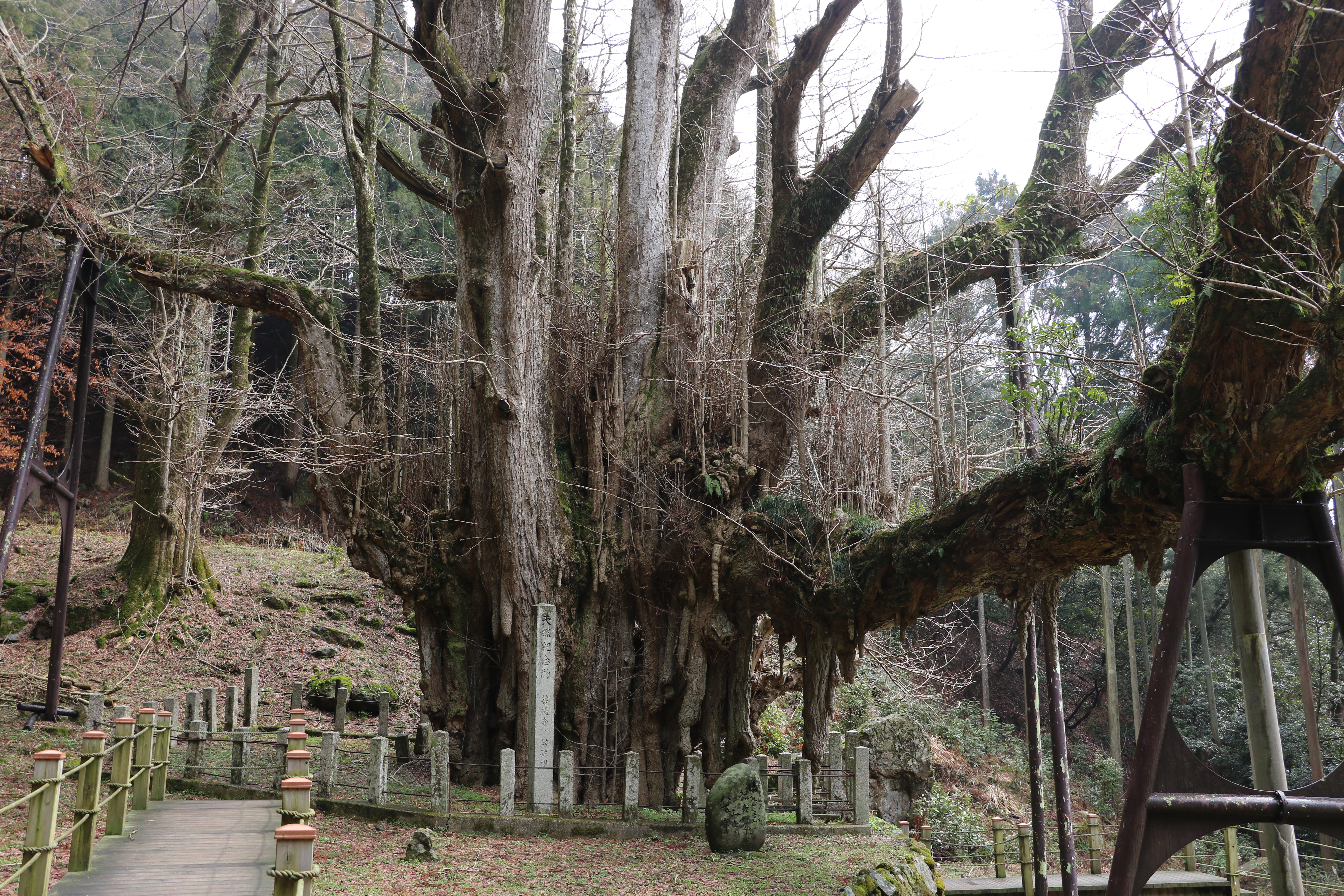
画像左後方のイチョウが200数十年前の大雪で折れた枝から生育したイチョウ。

## 交通アクセス
所在地
- 岡山県勝田郡奈義町高円1528[14]。

交通
- JR姫新線・JR津山線津山駅下車。路線バス「馬桑・行方」行き「奈義町役場前」下車、タクシー約15分[9]。
- 中国自動車道津山インターチェンジより車で約20分[9]。
- 中国自動車道美作インターチェンジより車で約30分[14]。